# Ray Train
Ray Train (Bedworth, 10 febbraio 1951) è un ex calciatore inglese, di ruolo centrocampista.

## Carriera

### Giocatore
Dopo aver giocato nelle giovanili del Bedworth Utd (club della sua città natale), esordisce tra i professionisti nel 1967, all'età di 16 anni, con il Walsall, club della terza divisione inglese, con cui trascorre complessivamente quattro stagioni (tutte in questa categoria) per un totale di 73 presenze e 11 reti in incontri di campionato. Passa quindi in seconda divisione al Carlisle Utd: dopo un triennio in questa categoria (durante il quale partecipa anche alla Coppa Anglo-Italiana 1972, in cui segna anche una rete nel pareggio casalingo per 3-3 contro la Roma dell'8 giugno 1972), nella stagione 1973-1974 conquista la prima promozione in prima divisione della storia del club della Cumbria; nella stagione 1974-1975 esordisce quindi in prima divisione, campionato che il club conclude con una retrocessione, ma nel quale Train gioca tutte e 42 le partite in programma segnandovi anche 2 reti. Nella stagione 1975-1976 il Carlisle United subisce una seconda retrocessione consecutiva, scendendo in terza divisione: Train dopo complessive 8 reti in 155 partite di campionato nel marzo del 1976 lascia il club, che per 90000 sterline lo cede al Sunderland, altro club di seconda divisione, con cui vince il campionato (contribuendo con 12 presenze a questo risultato) e con cui poi segna una rete in 20 presenze in prima divisione durante la stagione 1976-1977. Passa quindi al Bolton, nuovamente in seconda divisione, categoria da cui al termine della stagione 1977-1978 conquista un'ulteriore promozione (la seconda nel giro di tre stagioni ed in generale la quarta in carriera in questa categoria), per poi giocare 5 partite in prima divisione nella stagione 1978-1979, annata che termina però conquistando una promozione dalla terza alla seconda divisione con i londinesi del Watford, che lo acquistano per 50000 sterline.
La sua permanenza con gli Hornets, con cui totalizza complessivamente 92 presenze e 3 reti in incontri di campionato, si protrae poi per altre tre stagioni, tutte trascorse in seconda divisione, e si conclude con una promozione in prima divisione (la prima nella storia del club, ma la quarta in carriera per il centrocampista) al termine della stagione 1981-1982. Nella stagione 1982-1983 gioca invece in terza divisione all'Oxford Utd; successivamente, dopo un prestito da 7 presenze in terza divisione al Bournemouth nei primi mesi della stagione 1983-1984, torna all'Oxford United, con cui conclude l'annata vincendo un altro campionato, questa volta di terza divisione. Si ritira infine nel gennaio del 1987, dopo delle militanze di una stagione ciascuno con Northampton Town, Tranmere e nuovamente Walsall (tutte in quarta divisione).
In carriera ha totalizzato complessivamente 558	presenze e 24 reti nei campionati della Football League, conquistando in totale 6 promozioni in carriera e segnando almeno una rete in ciascuna delle quattro divisioni che la componevano.

### Allenatore
Ha lavorato come vice allenatore del Walsall, di cui per un periodo è anche stato allenatore ad interim; successivamente dal 1990 al 1992 ha lavorato come vice allenatore al Middlesbrough, in seconda divisione, conquistando anche una promozione in prima divisione al termine della sua seconda stagione al Boro.

## Palmarès

### Giocatore

#### Competizioni nazionali
- Campionato inglese di seconda divisione: 1

Sunderland: 1975-1976
- Third Division: 1

Oxford United: 1983-1984